# Centropol Energy
Centropol Energy je český dodavatel elektřiny a zemního plynu založený v roce 2002. K roku 2024 pod něj spadalo kolem 300 tisíc odběrných míst. Jediným vlastníkem firmy je prostřednictvím společnosti Centropol Holding ústecký podnikatel Aleš Graf.

## Historie
Společnost byla založena v roce 2002 v Ústí nad Labem, kde je stále její hlavní sídlo. Zakladatelem společnosti je podnikatel Aleš Graf, který je jejím jediným vlastníkem, do poloviny roku 2025 byl rovněž předsedou představenstva a následně se stal předsedou správní rady.
K roku 2009 celkový počet odběrných míst společnosti přesahoval 15 tisíc. Společnost se v té době zaměřovala především na dodávání elektřiny pro malé a střední podniky a státní správu. K únoru 2024 již pod Centropol spadalo 243 034 odběrných míst elektrické energie a 70 883 odběrných míst zemního plynu.

## Další aktivity
V roce 2013, kdy se otevřel trh s mobilními službami, vstoupil Centropol na trh se svým virtuálním mobilním operátorem.
Centropol Energy patří k zakládajícím členům Asociace nezávislých dodavatelů energií (ANDE), která vznikla na přelomu let 2013 a 2014 za účelem podpory liberalizace trhu s elektřinou a plynem.
Prostřednictvím svého vlastníka a zakladatele je Centropol spjatý rovněž s Nadačním fondem Energie pomáhá, který Aleš Graf v roce 2017 založil spolu se svou manželkou Lenkou Graf.